# Biblioteca de Adriano

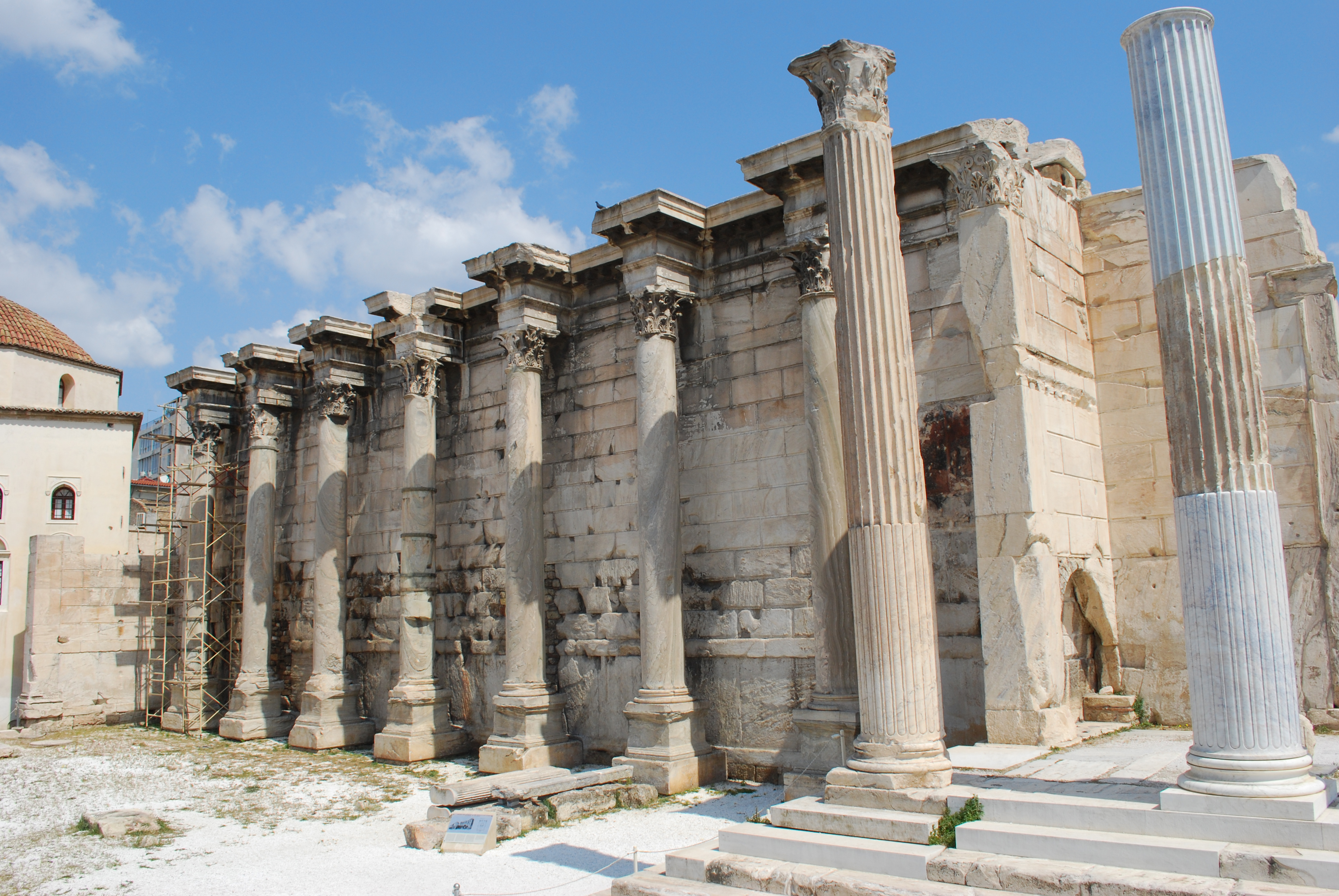
Biblioteca de Adriano

A Biblioteca de Adriano foi criada pelo imperador romano Adriano no ano 132 no lado norte da Acrópole de Atenas.
O edifício seguiu um típico estilo arquitetônico do Fórum Romano, tendo apenas uma entrada com um propileu da ordem coríntia, uma alta parede circundante com nichos salientes (oikoi, êxedras) em seus lados longos, um pátio interno cercado por colunas e uma piscina decorativa oblonga no meio. A biblioteca estava no lado oriental, onde os papiros eram mantidos. Os salões adjacentes eram usados como salas de leitura e os cantos serviam como salas de conferências.
A biblioteca foi gravemente danificada pela invasão dos hérulos de 267 e reparada pelo prefeito Herculius entre os anos de 407 e 412. Durante os tempos bizantinos, três igrejas foram construídas no local.